# هالیوود بول

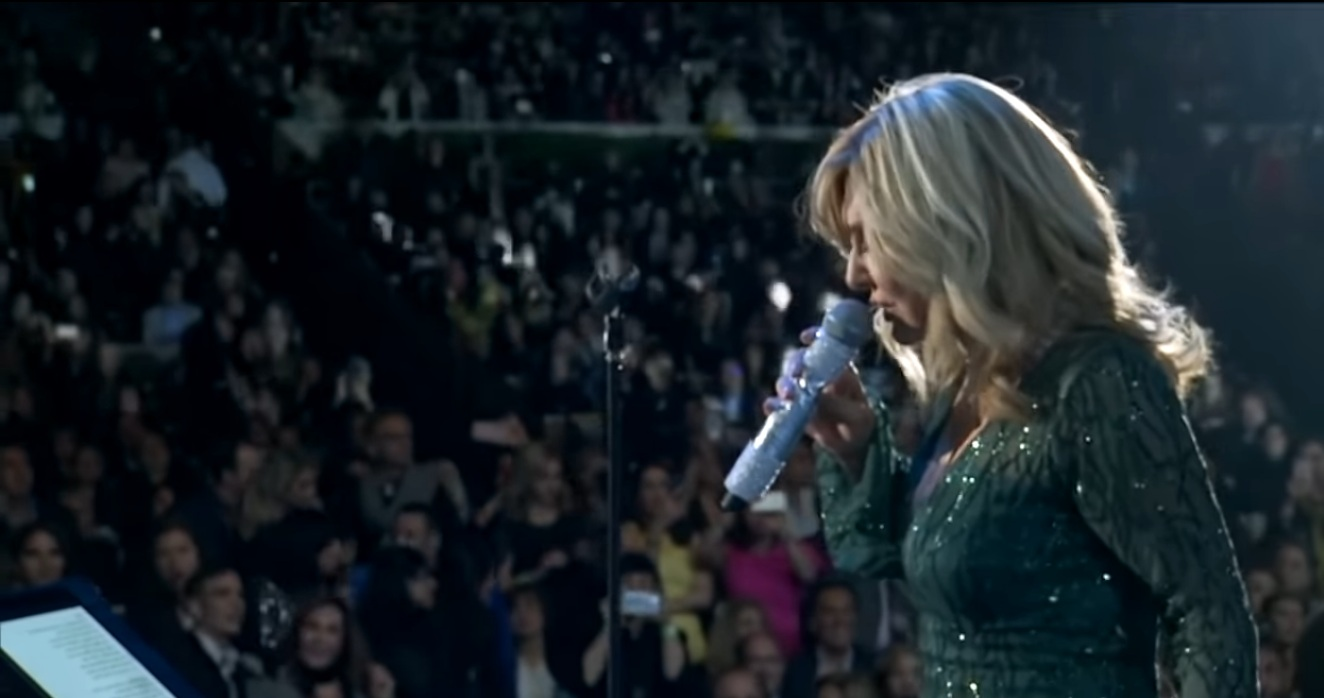
گوگوش در هالیوود بول

هالیوود بول (انگلیسی: Hollywood Bowl) یک آمفی تئاتر روباز در هالیوود، لس‌آنجلس است. نام این آمفی تئاتر در بین ۱۰ مکان اجرای موسیقی زنده در سال ۲۰۱۸ به انتخاب مجله رولینگ استون قرار داشت.
این مجموعه که مخصوص کنسرت‌ها و اجراهای موسیقی ساخته شده‌است در سال ۱۹۲۲ تأسیس شده و ظرفیت ۱۷٬۳۷۶ نفر را دارد. هالیوود بول همچنین دارای یک موزه شامل تصاویر، صداها و وسایل مربوط به موسیقی افرادی همچون جان ویلیامز، گارث بروکس، استیوی واندر، برایان ویلسون، هنری مانچینی، سارا چنگ، برنادت پیترز، فرانک سیناترا و غیره می‌باشد. گوگوش تنها خوانندهٔ ایرانی است که در تاریخ ۱۲ می ۲۰۱۸ به روی صحنهٔ هالیوود بول رفت.

## نگارخانه

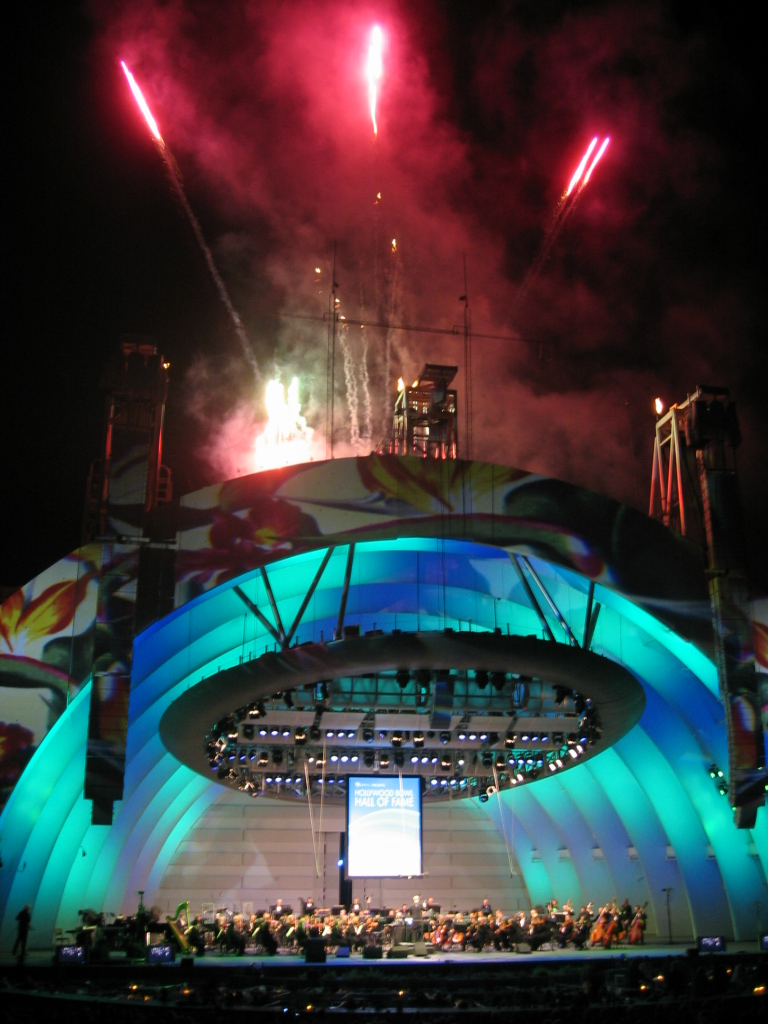
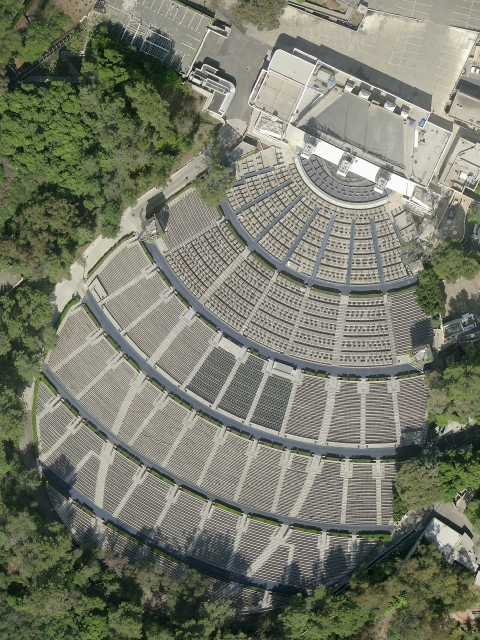
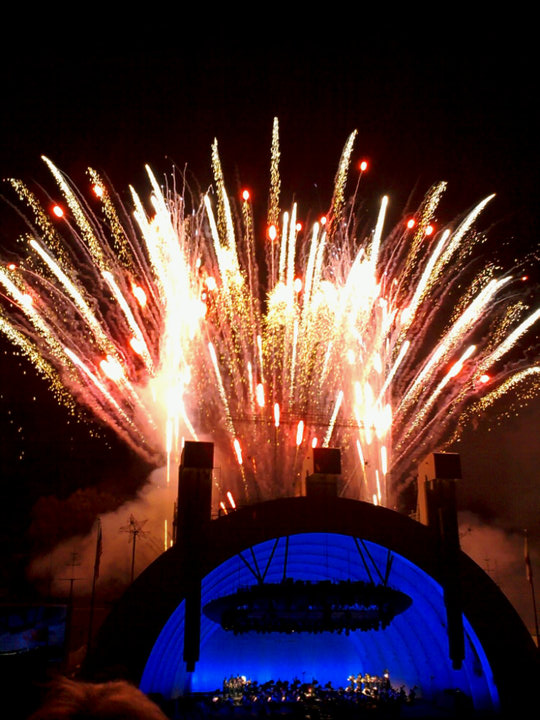
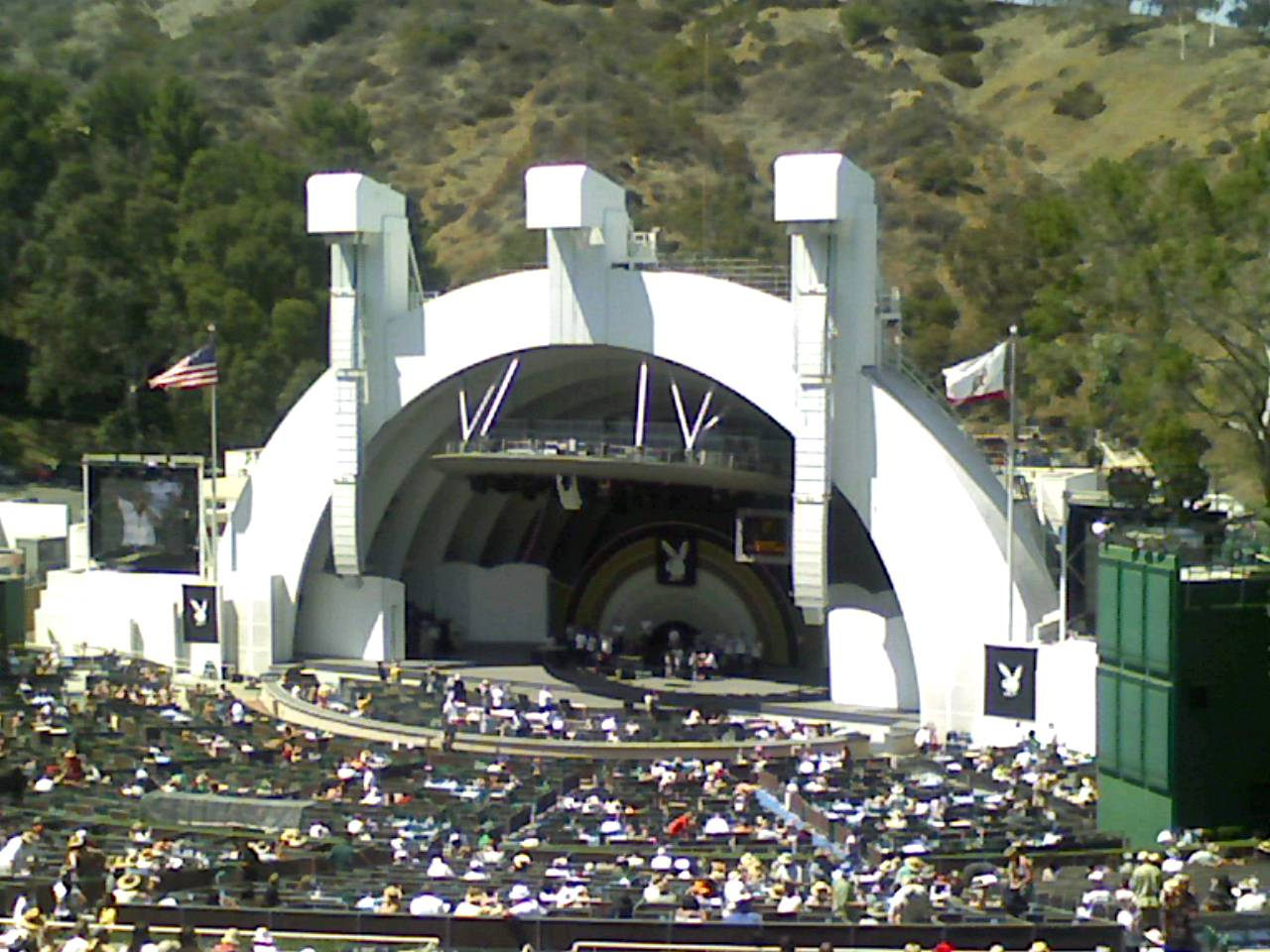